# Исет
Исет (на руски: Исеть) е река в Азиатската част на Русия, Западен Сибир, ляв приток на Тобол, протичаща на територията на Свердловска, Курганска и Тюменска област, с дължина 606 km, която ѝ отрежда 126-о място по дължина сред реките на Русия.
Река Исет изтича от южния ъгъл на Исетското езеро, разположено на източния склон на Среден Урал, на 248 m н.в., на 25 km северозападно от град Екатеринбург, Свердловска област. Първите 160 km, до град Каменск Уралски тече в югоизточна посока и има типичен полупланински характер: сравнително тясна долина със стръмни склонове, на отделни места с прагове и бързеи. В този участък преминава през едно естествено езеро и осем малки язовира, които регулират нейния отток. След град Каменск Уралски реката навлиза в югозападната част на Западносибирската равнина – южната част на обширната Туринска равнина, като посоката ѝ става източна, а в най-долното течение – североизточна. Тук долината ѝ става много широка, в която Исет силно меандрира, с множество старици, протоци и малки непостоянни пясъчни острови. Влива се отляво в река Тобол, при неговия 437 km, на 51 m н.в., при село Памятное, Тюменска област
Водосборният басейн на река Исет обхваща площ от 58,9 хил. km2, което представлява 3,7% от водосборния басейн на река Тобол и включва части от Република Башкортостан, Курганска, Свердловска, Тюменска и Челябинска област.
Границите на водосборния басейн на реката са следните:
- на север – водосборния басейн на река Тура, ляв приток на Тобол;
- на югоизток и юг – водосборните басейни на река Уй и други по-малки леви притоци на Тобол;
- на запад – водосборния басейн на река Волга, вливаща се в Каспийско море;.

Река Исет получава 42 притока с дължина над 20 km, като 3 от тях са с дължина над 100 km:
- 402 ← Синара 148 / 6690, при село Никитинское, Курганска област
- 353 ← Теча 243 / 7600, на 2 km южно от град Далматово, Курганска област
- 218 ← Миас 658 / 21 800, при село Кондинское, Курганска област

Подхранването на река Исет е предимно снежно. Среден годишен отток при село Исетское, Тюменска област, на 105 km от устието 73,08 m3/s (по данни от БСЭ 65,4 m3/s). Замръзва през ноември, а се размразява през април
По течението на Исет са разположени стотици населени места, в т.ч. 6 града и 1 село – районен център:
- Свердловска област – градове: Екатеринбург, Арамил и Каменск Уралски
- Курганска област – градове: Катайск, Далматово и Шадринск
- Тюменска област – село Исетское (районен център)

В горното течение на Исет са изградени осем малки язовира, водите на които се използват за водоснабдяване на околните селища и регулират оттока на реката. С цел увеличаване дебитът на Исет и подобряване на водоснабдяването на град Екатеринбург от Волчихинското водохранилище на река Чусовая (ляв приток на Кама) по канал, дълъг 6 km и по река Решетка се осъществява се осъществява пренос на вода в най-горния от осемте язовира по Исет – Горноисетски язовир (рус. Верх-Исецкий пруд). Поради множеството промишлени предприятия в югоизточната част на Свердловска област, които изхвърлят в реката химически вещества водата на река Исет е една от най-замърсените в Русия за последните 15 – 20 години. При високи води река Исет е плавателна за малки съдове до град Шадринск.